# Aurorasolfågel
Aurorasolfågel (Cinnyris aurora) är en fågel i familjen solfåglar inom ordningen tättingar.

## Utseende och läte
Aurorasolfågel är en liten solfågel. Båda könen har tydliga vita stjärtkanter som syns tydligt i flyken. Hanen är olivgrå ovan, med en stor glänsande blåsvart strupe, orangefärgad fläck på bröstet och ljusgul buk. Honan olivgrå ovan, med ett tydligt gult ögonbrynsstreck och gul ovansidan. Hona palawansolfågel och brunstrupig solfågel är båda mer färglösa, den förra mindre i storlek och den andra större. Sången är gladlynt och bland lätena hörs stigande "weet?".

## Utbredning och systematik
Aurorasolfågel förekommer i sydvästra Filippinerna på öarna Agutaya, Balabac, Busuanga, Cagayancillo, Culion, Cuyo och Palawan. Den behandlas som monotypisk, det vill säga att den inte delas in i några underarter. Fågeln kategoriserades tidigare som underart till Cinnyris jugularis, men erkänns sedan 2023 som egen art av både IOC och eBird/Clements.

## Status
IUCN erkänner den ännu inte som egen art, varför dess hotstatus inte bedömts.